# Hartmut Böhme
Hartmut Böhme (* 5. Mai 1944 in Beeskow) ist ein deutscher Kultur- und Literaturwissenschaftler.

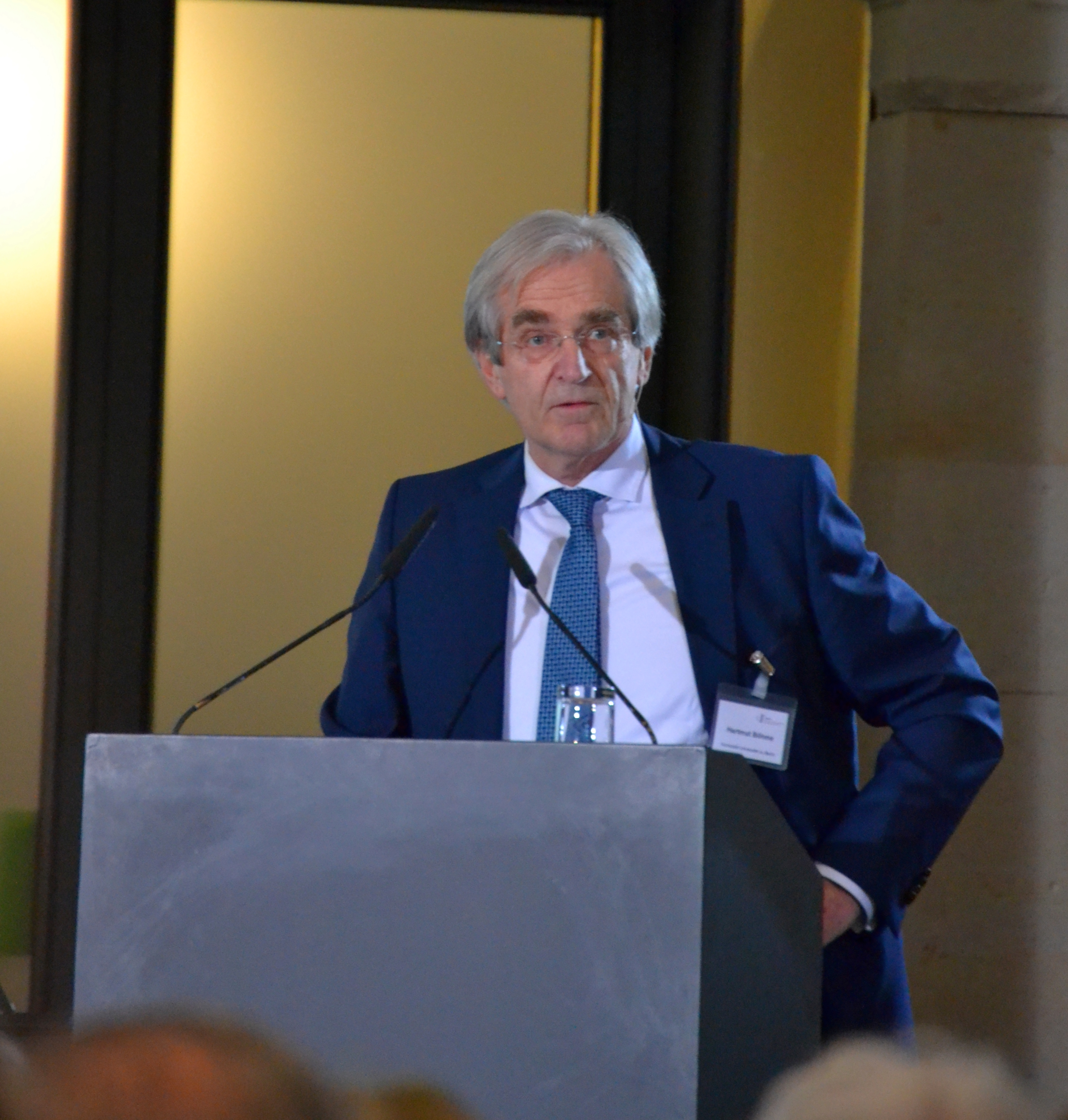
Hartmut Böhme spricht auf dem Akademietag 2015 in Berlin.

## Leben
Hartmut Böhme, Bruder des Philosophen Gernot Böhme, studierte nach seinem Abitur 1963 in Bonn bis 1969 Germanistik, Philosophie, Theologie und Pädagogik. Danach war er als Referendar an Hamburger Schulen tätig. Ab 1971 arbeitete er als wissenschaftlicher Assistent bei Karl Ludwig Schneider (Literaturwissenschaft) an der Universität Hamburg. 1973 wurde er dort zum Dr. phil. promoviert. 1988 habilitierte er sich für Kultur- und Literaturgeschichte an der Universität Bremen. Von 1977 bis 1993 war er Professor für Neuere Deutsche Literatur an der Universität Hamburg. Seit 1993 forscht und lehrt er als Professor für Kulturtheorie und Mentalitätsgeschichte am Institut für Kulturwissenschaft der Humboldt-Universität zu Berlin. Seit 2005 ist er dort Sprecher des DFG-Sonderforschungsbereiches Transformationen der Antike.
Er war Gastprofessor an verschiedenen Universitäten in den USA und in Japan sowie Fellow am Internationalen Kolleg für Kulturtechnikforschung und Medienphilosophie in Weimar und am kulturwissenschaftlichen Institut Essen. Von 1985 bis 2012 war er Projektleiter verschiedener DFG-Projekte.
Zu seinen Forschungsschwerpunkten gehören: Kulturgeschichte seit der Antike; Kulturtheorie; Literaturgeschichte des 18. bis 20. Jahrhunderts; Natur- und Technikgeschichte in den Überschneidungsfeldern von Philosophie, Kunst und Literatur; historische Anthropologie und Psychohistorie; Theorie und Geschichte des Fetischismus; Wissenschafts- und Bildgeschichte.

## Auszeichnungen
- 2006: Meyer-Struckmann-Preis für geistes- und sozialwissenschaftliche Forschung[2]
- 2011: Hans-Kilian-Preis für die Erforschung und Förderung der metakulturellen Humanisation der Köhler-Stiftung[3]

## Schriften (Auswahl)
- Anomie und Entfremdung. Literatursoziologische Untersuchungen zu den Essays Robert Musils und zu seinem Roman „Der Mann ohne Eigenschaften“ (= Skripten Literaturwissenschaft. 9). Scriptor, Kronberg/Taunus 1974, ISBN 3-589-20025-1.
- mit Gernot Böhme: Das Andere der Vernunft. Zur Entwicklung von Rationalitätsstrukturen am Beispiel Kants. Suhrkamp, Frankfurt am Main 1983, ISBN 3-518-57630-5 (Mehrere Auflagen).
- Natur und Subjekt (= edition suhrkamp. 1470 = NF 470). Suhrkamp, Frankfurt am Main 1988, ISBN 3-518-11470-0.
- Albrecht Dürer: Melencolia I. Im Labyrinth der Deutung (= Fischer. 3958). Fischer Taschenbuch Verlag, Frankfurt am Main 1989, ISBN 3-596-23958-3 (Mehrere Auflagen; in französischer Sprache: Dürer, Melencolia I. Dans le dédale des interprétations. A. Biro, Paris 1990, ISBN 2-87660-072-2; in japanischer Sprache und Schrift: デューラー〈メレンコリアI〉. 解釈の迷宮. 三元社, 東京 1995, ISBN 4-88303-022-9).
- Hubert Fichte. Riten des Autors und Leben der Literatur. Metzler, Stuttgart 1992, ISBN 3-476-00831-2.
- Zur Theologie der Telepräsenz. In: Frithjof Hager (Hrsg.): KörperDenken. Aufgaben der historischen Anthropologie (= Reihe Historische Anthropologie. 27). Reimer, Berlin 1996, ISBN 3-496-02609-X, S. 237–249.
- als Herausgeber mit Klaus R. Scherpe: Literatur und Kulturwissenschaften. Positionen, Theorien, Modelle (= Rowohlts Enzyklopädie. 575). Rowohlt-Taschenbuch-Verlag, Reinbek bei Hamburg 1996, ISBN 3-499-55575-1.
- mit Gernot Böhme: Feuer Wasser Erde Luft. Eine Kulturgeschichte der Elemente. Beck, München 1996, ISBN 3-406-41292-0 (In spanischer Sprache: Fuego, agua, tierra, aire. Una historia de la cultura de los elementos. Herder, Barcelona 1998, ISBN 84-254-2050-4).
- mit Peter Matussek und Lothar Müller: Orientierung Kulturwissenschaft. Was sie kann, was sie will (= rororo. 55608). Rowohlt-Taschenbuch-Verlag, Reinbek bei Hamburg 2000, ISBN 3-499-55608-1 (Mehrere Auflagen).
- mit Ruth Tesmar: Die Besteigung des Chimborazo. Annäherungen an Alexander von Humboldt. Tesmar u. a., Berlin 2002.
- als Herausgeber mit Jürgen Barkhoff und Jeanne Riou: Netzwerke. Eine Kulturtechnik der Moderne (= Literatur, Kultur, Geschlecht. Studien zur Literatur- und Kulturgeschichte. Große Reihe. 29). Böhlau, Köln u. a. 2004, ISBN 3-412-15503-9.
- als Herausgeber mit Franz-Theo Gottwald, Christian Holtorf, Thomas Macho, Ludger Schwarte und Christoph Wulf: Tiere. Eine andere Anthropologie (= Schriften des Deutschen Hygiene-Museums Dresden. 3). Böhlau, Köln u. a. 2004, ISBN 3-412-16003-2.
- als Herausgeber: Topographien der Literatur. Deutsche Literatur im transnationalen Kontext. DFG-Symposium 2004 (= Germanistische Symposien-Berichtsbände. 27). Metzler, Stuttgart u. a. 2005, ISBN 3-476-02117-3.
- Fetischismus und Kultur. Eine andere Theorie der Moderne (= rororo. 55677). Rowohlt-Taschenbuch-Verlag, Reinbek bei Hamburg 2006, ISBN 3-499-55677-4.
- als Herausgeber mit Yvonne Ehrenspeck: Walter Benjamin: Aura und Reflexion. Schriften zur Kunsttheorie und Ästhetik (= Suhrkamp-Taschenbuch Wissenschaft. 1843). Suhrkamp, Frankfurt am Main 2007, ISBN 978-3-518-29443-7.
- mit Ernst Osterkamp, Ulrich von Heinz und Ruth Tesmar: itinera litterarum. Auf Schreibwegen mit Wilhelm von Humboldt. Berliner Wissenschafts-Verlag, Berlin 2009, ISBN 978-3-8305-1699-6.
- als Herausgeber mit Johannes Endres: Der Code der Leidenschaften. Fetischismus in den Künsten. Fink, Paderborn u. a. 2010, ISBN 978-3-7705-4968-9.
- als Herausgeber mit Georg Toepfer: Transformationen antiker Wissenschaften (= Transformationen der Antike. 15). De Gruyter, Berlin u. a. 2010, ISBN 978-3-11-022821-2.
- als Herausgeber mit Natascha Adamowsky und Robert Felfe: Ludi Naturae. Spiele der Natur in Kunst und Wissenschaft. Fink, München 2011, ISBN 978-3-7705-4876-7.
- als Herausgeber mit Marco Formisano: War in Words. Transformations of War from Antiquity to Clausewitz (= Transformationen der Antike. 19). De Gruyter, Berlin u. a. 2011, ISBN 978-3-11-024541-7.
- als Herausgeber mit Claudia Benthien und Inge Stephan: Freud und die Antike. Wallstein, Göttingen 2011, ISBN 978-3-8353-0786-5.
- als Herausgeber mit Lutz Bergemann, Martin Dönike, Albert Schirrmeister, Georg Toepfer, Marco Walter und Julia Weitbrecht: Transformation. Ein Konzept zur Erforschung kulturellen Wandels. Fink, München u. a. 2011, ISBN 978-3-7705-5261-0.
- als Herausgeber mit Beate Slominski: Das Orale. Die Mundhöhle in Kulturgeschichte und Zahnmedizin. Fink, München u. a. 2013, ISBN 978-3-7705-5512-3.
- Die Enzyklika Laudato Si’ von Papst Franziskus. Ökologische Koalitionen und Naturkonzept. In: Wolfgang George (Hrsg.): Laudato Si’. Wissenschaftler antworten auf die Enzyklika von Papst Franziskus. Psychosozial-Verlag, Gießen 2017, ISBN 978-3-8379-2642-2, S. 219–232.